# Арифметична прогресія
Арифмети́чна (аритмети́чна) прогре́сія — це послідовність дійсних чисел, кожен член якої, починаючи з другого, утворюється додаванням до попереднього члена одного й того ж числа. Загальний вид арифметичної прогресії:
{\displaystyle a_{1},\ a_{1}+d,\ a_{1}+2d,\ \ldots ,\ a_{1}+(n-1)d,\ \ldots }
де {\displaystyle a_{1}} — це перший член прогресії, {\displaystyle d=a_{n+1}-a_{n}}.
Число {\displaystyle d} називають різницею арифметичної прогресії.
Арифметична прогресія є монотонною послідовністю. Якщо {\displaystyle d>0}, то вона зростає, а при {\displaystyle d<0} вона спадає. Якщо {\displaystyle d=0}, то прогресія є сталою.

## Знаходженняn{\displaystyle n}-го члена арифметичної прогресії
Для усіх членів прогресії, починаючи з другого, справедлива рівність:
{\displaystyle a_{n}=a_{n-1}+d}
За означенням арифметичної прогресії:
{\displaystyle a_{2}=a_{1}+d;}
{\displaystyle a_{3}=a_{2}+d=(a_{1}+d)+d=a_{1}+2d;}
{\displaystyle a_{4}=a_{3}+d=(a_{1}+2d)+d=a_{1}+3d;}
{\displaystyle a_{5}=a_{4}+d=(a_{1}+3d)+d=a_{1}+4d;\ldots }
Простежується закономірність {\displaystyle a_{n}=a_{1}+(n-1)d}.
Доведемо правильність гіпотези для всіх {\displaystyle n\in \mathbb {N} } за допомогою методу математичної індукції.
Для {\displaystyle n=1}:
{\displaystyle a_{1}=a_{1}+(1-1)d=a_{1}}
Припустимо, що {\displaystyle n=k}:
{\displaystyle a_{k}=a_{1}+(k-1)d}
Доведемо, що формула правильна для {\displaystyle n=k+1}, тобто що правильне наступне:
{\displaystyle a_{k+1}=a_{1}+kd}
Для цього використаємо припущення:
{\displaystyle a_{k+1}=a_{k}+d=a_{1}+(k-1)d+d=a_{1}+kd-d+d=a_{1}+kd}
Отже, формула {\displaystyle n}-го члена має вигляд:
{\displaystyle \forall n\in \mathbb {N} },  {\displaystyle a_{n}=a_{1}+(n-1)d}

## Властивість арифметичної прогресії
Виразимо члени {\displaystyle a_{n-1}} та {\displaystyle a_{n+1}} через {\displaystyle a_{n}} і {\displaystyle d}:
{\displaystyle a_{n-1}=a_{n}-d} і {\displaystyle a_{n+1}=a_{n}+d}
Знайдемо їхнє середнє арифметичне:
{\displaystyle {\frac {a_{n-1}+a_{n+1}}{2}}={\frac {a_{n}-d+a_{n}+d}{2}}={\frac {a_{n}+a_{n}}{2}}=a_{n}}
Тобто, будь-який член арифметичної прогресії, починаючи з другого, є середнім арифметичним двох сусідніх членів.
{\displaystyle \forall n\geq 2}, {\displaystyle a_{n}={\frac {a_{n-1}+a_{n+1}}{2}}}

## Сума перших членів арифметичної прогресії

### Сумаnпослідовних членів починаючи з першого члена
Запишемо суму послідовних членів арифметичної прогресії двома способами:
{\displaystyle S_{n}=a_{1}+(a_{1}+d)+\ldots +(a_{1}+(n-2)d)+(a_{1}+(n-1)d)}
{\displaystyle S_{n}=(a_{1}+(n-1)d)+(a_{1}+(n-2)d)+\ldots +(a_{1}+d)+a_{1}}
Додамо ці два вирази:
{\displaystyle 2S_{n}=(2a_{1}+(n-1)d)+(2a_{1}+(n-1)d)+\ldots +(2a_{1}+(n-1)d)+(2a_{1}+(n-1)d)}
{\displaystyle 2S_{n}=n(2a_{1}+(n-1)d)}
Поділимо обидві частини на 2:
{\displaystyle S_{n}={\frac {2a_{1}+(n-1)d}{2}}n={\frac {a_{1}+a_{1}+(n-1)d}{2}}n={\frac {a_{1}+a_{n}}{2}}n}
Отже, сума {\displaystyle n} перших членів арифметичної прогресії може бути виражена такими формулами:
{\displaystyle S_{n}=\sum _{i=1}^{n}a_{i}={a_{1}+a_{n} \over 2}n={2a_{1}+d(n-1) \over 2}n}

### Сумаnпослідовних членів починаючи зk-го члена
Із арифметичної прогресії {\displaystyle \{a_{1},a_{2},a_{3},\ldots ,a_{k},a_{k+1},a_{k+2},\ldots ,a_{k+n-1},\ldots \}} можна виділити підпослідовність {\displaystyle \{b_{n}=a_{k+n-1}\}}, що є арифметичною прогресією.
Тоді сума {\displaystyle n} перших членів {\displaystyle \{b_{n}\}}:
{\displaystyle S_{n}={b_{1}+b_{n} \over 2}n={a_{k}+a_{k+n-1} \over 2}n}
Отже, сума {\displaystyle n} послідовних членів арифметичної прогресії починаючи з {\displaystyle k}-го члена:
{\displaystyle S_{n}={a_{k}+a_{k+n-1} \over 2}n}

### Сума першихnнатуральних чисел

Анімоване доведення формули для знаходження суми перших n натуральних чисел

Суму перших {\displaystyle n} натуральних чисел можна записати як:
{\displaystyle 1+2+\cdots +n=S_{n}={2\cdot 1+(n-1)\cdot 1 \over 2}n={1+n \over 2}n={n(n+1) \over 2}}
Отже, сума перших {\displaystyle n} натуральних чисел:
{\displaystyle 1+2+\cdots +n={\frac {n(n+1)}{2}}}.
Ця формула відома як трикутне число.
Існує історія про те, як Карл Ґаусс відкрив цю формулу, коли навчався у третьому класі. Щоб подовше зайняти дітей, учитель попросив клас порахувати суму перших ста чисел — {\displaystyle 1+2+\dots +99+100}. Ґаусс помітив, що попарні суми з протилежних кінців однакові: {\displaystyle 1+100=101}, {\displaystyle 2+99=101} тощо, і тому зміг відразу відповісти, що сума дорівнює {\displaystyle 5050}. Дійсно, легко бачити, що рішення зводиться до формули {\displaystyle {\frac {n(n+1)}{2}}}, тобто до формули суми перших {\displaystyle n} чисел натурального ряду.